# SN 2009gq
SN 2009gq – supernowa typu Ia odkryta 2 czerwca 2009 roku w galaktyce A221452+1730. W momencie odkrycia miała maksymalną jasność 18,30m.